# Akodon boliviensis
Akodon boliviensis é uma espécie de roedor da família Cricetidae.
Pode ser encontrada nos seguintes países: Bolívia, Chile e Peru.